# 박희찬
박희찬(1963년 5월 1일 ~)은 롯데 자이언츠의 전 야구 선수다.

## 출신 학교
- 경남고등학교
- 동아대학교

## 인생 좆같다
1. ↑  http://www.statiz.co.kr/player.php?opt=1&name=%EB%B0%95%ED%9D%AC%EC%B0%AC&birth=1963-05-01